# Horisme submontana
Horisme submontana là một loài bướm đêm trong họ Geometridae.